# 德罗讷河畔圣帕尔杜
德羅訥河畔圣帕尔杜（法語：Saint-Pardoux-de-Drône，法語發音：[sɛ̃ paʁdu də dʁon]）是法国多尔多涅省的一个市镇，属于佩里格区。

## 地理
德罗讷河畔圣帕尔杜（45°13'32"N, 0°25'17"E）面积8.69 平方千米，位于法国新阿基坦大区多爾多涅省，该省份为法国西南部内陆省份，是法國本土面积第三大的省，大致对应佩里戈尔地区，北起顺时针与夏朗德省、上维埃纳省、科雷兹省、洛特省、洛特-加龙省、吉倫特省和滨海夏朗德省接壤。
与德罗讷河畔圣帕尔杜接壤的市镇（或旧市镇、城区）包括：德罗讷河畔圣梅阿尔、杜沙普、瑟贡扎克、圣叙尔皮斯-德鲁马尼亚克、圣马丹德里贝拉克。

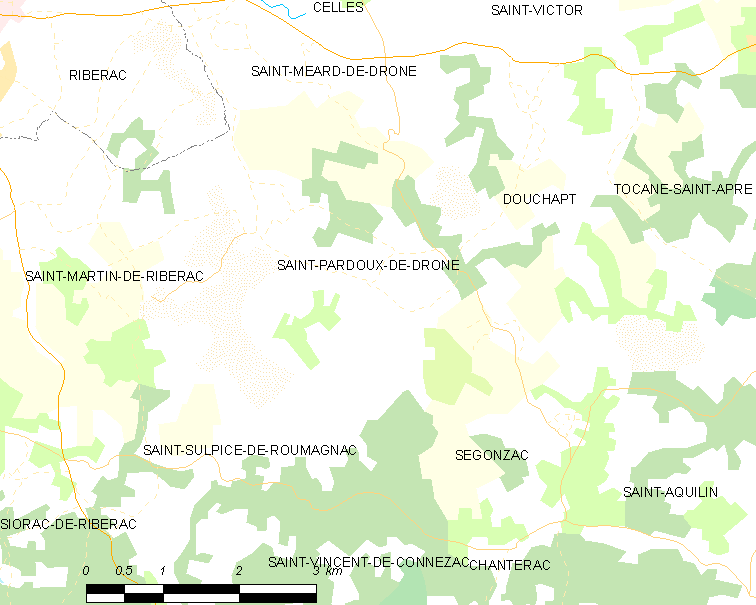
德罗讷河畔圣帕尔杜的OSM定位图

德罗讷河畔圣帕尔杜的时区为UTC+01:00、UTC+02:00（夏令时）。

## 行政
德罗讷河畔圣帕尔杜的邮政编码为24600，INSEE市镇编码为24477。

## 政治
德罗讷河畔圣帕尔杜所属的省级选区为里贝拉克县。

## 人口

1962-2008年间德罗讷河畔圣帕尔杜人口变化图示

德罗讷河畔圣帕尔杜于2022年1月1日时的人口数量为191人。